# اورلاندو اورتگا
اورلاندو اورتگا (اسپانیایی: Orlando Ortega‎؛ زادهٔ ۲۹ ژوئیه ۱۹۹۱) یک ورزشکار دو و میدانی اهل کوبا است. از افتخارات وی میتوان به کسب مدال نقره ۱۱۰ متر با مانع در بازی‌های المپیک تابستانی ۲۰۱۶ اشاره کرد.